# Колективний імунітет

Ілюстрація вгорі показує спалах заразної інфекційної хвороби в спільноті, де кілька осіб інфіковано (схематично показані червоним кольором), а інші здорові але нещеплені (синім кольором); хвороба вільно поширюється спільнотою. В центрі показано спільноту, де було щеплено невелику кількість осіб (жовтим кольором); нещеплені особи інфікуються і стають хворими, а щеплені залишаються здоровими. Ілюстрація внизу показує випадок, де більшість осіб в спільноті щеплені; це ускладнює поширення хвороби, в тому числі і серед нещеплених осіб.

Колективний імунітет (англ. herd immunity, також популяційний імунітет, стадний імунітет) — це явище несприйнятливості окремої спільноти до інфекційних захворювань, а також метод захисту від інфекційних хвороб, що полягає в порушенні доступу до джерел інфекції та можливих механізмів і шляхів передачі інфекції, якщо великий відсоток спільноти отримали індивідуальний імунітет до інфекції, та забезпечує ефективно захист особам, які ще не захищені. Чим більше осіб у спільноті, що мають індивідуальний імунітет, тим менша ймовірність того, що незахищені вступатимуть в контакт із носієм хвороби. Колективний імунітет виникає в спільноті при досягненні співвідношення захищених/незахищених деякого критичного значення, яке називається критичним рівнем колективного імунітету {\displaystyle q_{c}} (чи критичним коефіцієнтом колективного імунітету, англ. herd immunity threshold). Як правило, при цьому відсоток захищених повинен бути значно більший, ніж осіб без імунітету.
Індивідуальний імунітет особи отримують шляхом природного відновлення після інфекції або через штучні методи, такі як вакцинація. Деякі особи не можуть бути вакциновані з медичних показань чи взагалі набути імунітет, тому в спільнотах колективний імунітет є важливим та ефективним методом захисту від інфекційних хвороб. Після досягнення рівня {\displaystyle q_{c}}, певна хвороба поступово зникає в цій спільноті взагалі. В окремих випадках, якщо вдається вакцинувати все населення, то хвороба зникає назавжди. Так, наприклад, метод колективного імунітету був ефективний для ліквідації віспи в 1977 році і для регіональної ліквідації багатьох інших захворювань. Колективний імунітет можливий тільки проти заразних, комунікативних інфекційних хвороб.
Термін колективний імунітет було вперше використано в 1923 році, та визнано як природне явище в 1930-х роках, коли отримали статистику зниження нових інфікувань збудниками кору, в тому числі серед незахищених дітей після набуття значної кількості дітей природного індивідуального імунітету до кору. Масові вакцинації з метою досягнення колективного імунітету з тих пір стали звичайним явищем і виявилося успішним у запобіганні поширення багатьох інфекційних захворювань. Опір та заперечення окремих осіб у вакцинації є проблемою для ефективності методу колективного імунітету, і дозволяє інфекційним захворюванням зберігатися або повернутися до спільнот, які мають погані рівні вакцинації.

## Критичний рівень колективного імунітету
Якщо {\displaystyle R_{0}} — так званий коефіцієнт відтворення інфекційної хвороби (кількість ефективних інфікувань осіб в середньому на одну особу-носія інфекції), то критичний рівень колективного імунітету обчислюємо як
{\displaystyle q_{c}=1-{\frac {1}{R_{0}}}}
Таким чином {\displaystyle q_{c}} дає відсоток осіб з імунітетом, тобто з повною несприйнятливістю до певної хвороби, що необхідний, щоб зупинити поширення певної інфекційної хвороби.
У реальних умовах, вакцинація не дає в ефекті імунітет на 100 %, тому з допомогою коефіцієнта ефективності вакцини {\displaystyle E}, тобто відсотка осіб, що отримали вакцину та набули імунітет, отримуємо необхідний відсоток осіб {\displaystyle V_{c}}, які повинні бути вакцинованими, щоб досягнути колективного імунітету в певній спільноті та зупинити поширення хвороби.
{\displaystyle V_{c}={\frac {q_{c}}{E}}}

Наприклад, для кору, який має коефіцієнт відтворення {\displaystyle R_{0}\approx 12} і відповідно {\displaystyle q_{c}=(1-{\frac {1}{12}})}, та з допомогою фактора ефективності вакцини, що для кору становить близько ({\displaystyle E\approx 0.97}), отримаємо відсоток осіб ({\displaystyle V_{c}}) охоплення щепленнями, необхідного для виникнення колективного імунітету в спільноті
{\displaystyle V_{c}={\frac {(1-{\frac {1}{12}})}{0.97}}=0.945},
тобто в даному випадку необхідно вакцинувати 94,5 % населення, щоб зупинити поширення кору.